# Peter Presslauer

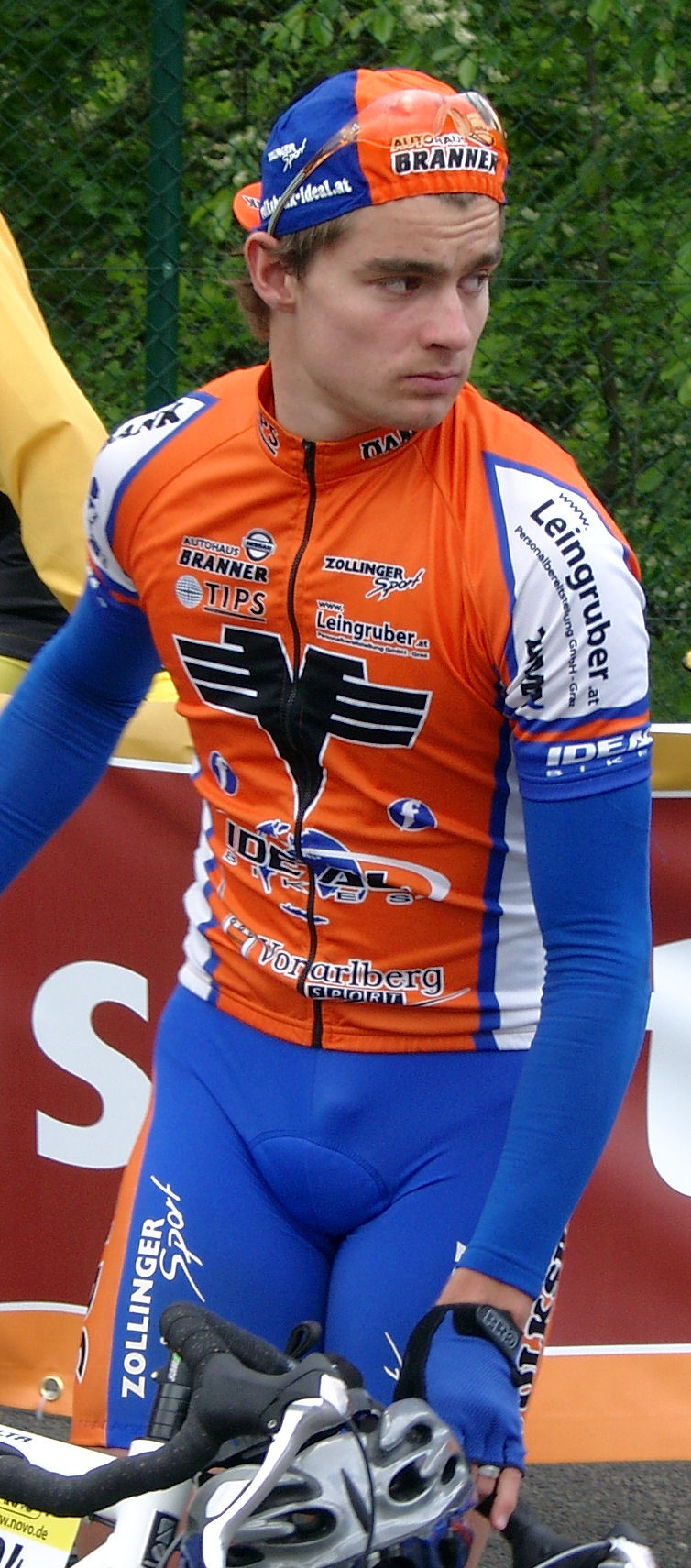
Peter Presslauer (2004)

Peter Presslauer (* 17. Juni 1978 in Vils) ist ein österreichischer Cyclocrossfahrer. In den Jahren 2001 bis 2011 wurde er elfmal ununterbrochen Landesmeister der Elite in dieser Disziplin.

## Werdegang
Der Tiroler Peter Presslauer startete für den Rad Club Reutte. Im Jahr 2000 wurde er österreichischer Meister im Cyclocross der U23-Klasse.
Am 11. Jänner 2009 wurde er in der Löwygrube am Laaer Berg (Wien) vor Hannes Metzler zum achten Mal österreichische Meister im Cyclocross.
Peter Presslauer sichert sich 2011 in Knittelfeld in der Steiermark zum elften Mal die österreichische Querfeldein-Staatsmeisterschaft, neben Elke Riedl bei den Frauen.

## Teams
- 2000–2001 Corratec World MTB Team
- 2002–2004 Volksbank Ideal
- 2005–2006 Stevens Racing Team
- seit 2008 Team Volksbank / Vorarlberg-Corratec